# Шагиахметов, Ахмадулла Каримуллович
Ахмадулла Каримуллович Шагиахметов (род. 1923) — советский работник энергетической отрасли, Герой Социалистического Труда.

## Биография
Родился 29 января 1923 года в деревне Новое Алпарово Алькеевского района Татарской АССР.
После ранней смерти матери Ахмадуллы отец с детьми переехал в Казань. До войны Шагиахметов работал несколько лет на Казанском авиазаводе, где освоил профессию слесаря. Участник Великой Отечественной войны с 1942 года, был награждён двумя орденами и тремя медалями «За отвагу»; участвовал в обороне Сталинграда, дошел до Будапешта.
Демобилизовавшись в 1947 году, Шагиахметов поступил на работу на Казанскую ТЭЦ-2, на которой проработал сорок пять лет. Исполнял должности слесаря котельного цеха, машиниста котла, начальника смены котельного цеха, машиниста насосных установок котлотурбинного цеха. За свой труд часто был на Доске почета как ТЭЦ-2, так и объединения «Татэнерго».
В настоящее время находится на пенсии. Долго жил в одной квартире со своей внучкой — Эльмирой Фаритовной Зантимировой.

## Награды
- В 1966 году А. К. Шагиахметову было присвоено звание Героя Социалистического Труда с вручением ордена Ленина (за большой вклад в выполнение плановых заданий 7-й пятилетки (1959—1965 гг.)).
- Также награждён орденами Отечественной войны 1-й степени и Красной Звезды, а также медалями, среди которых «За трудовое отличие» (1953).